# Nekhbet
Nekhbet (Nxbt, també escrit Nekhebit) va ser una de les primeres deesses locals predinàstiques de la mitologia egípcia. Era la patrona de la ciutat de Nekheb (el seu nom significa "de Nekheb"). Finalment, es va convertir en la patrona de l'Alt Egipte i una de les dues deïtats patrones de tot l'Antic Egipte quan es va unificar.
|  |

|  |

|  |

|  |

|  |

|  |

|  |

|  |

|  |

|  |

|  |

|  |

|  |

|  |

|  |

|  |

## Mitologia
Un dels temples més antics d'Egipte va ser el santuari de Nekhbet a Nekheb (conegut avui com a El-Kab). Va ser la ciutat companya de Nekhen, la capital religiosa i política de l'Alt Egipte al final del període predinàstic (c. 3200–3100 aC) i probablement, també durant el període dinàstic primerenc (c. 3100–2686 aC). L'assentament original al jaciment de Nekhen data del període Naqada I o de les cultures badarianes tardanes. En el seu apogeu, a partir del 3400 aC, Nekhen tenia almenys 5.000 habitants, i possiblement va arribar fins als 10.000.
Nekhbet era la deïtat tutelar de l'Alt Egipte. Ella i la seva homòloga del Baix Egipte, Ouadjet, apareixien sovint juntes com a les "Dues dames". Un dels títols dels governant era el nom de Nebty, que començava amb els jeroglífics per a [ella] de les Dues Dames...

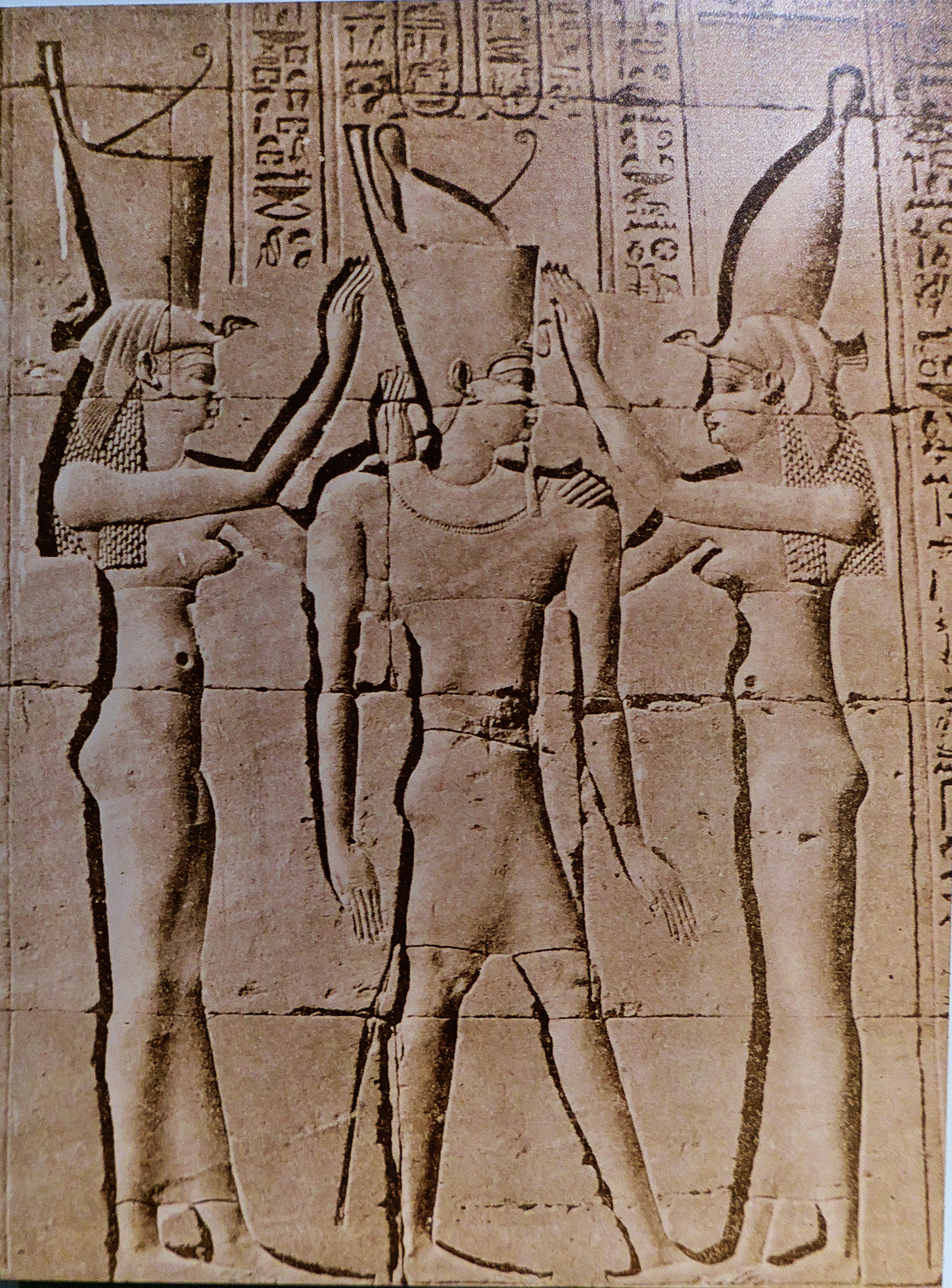
Les deesses Ouadjet i Nekhjbet coronen a Ptolemeu VIII. Relleu del Temple d'Edfuú.

En l'art, Nekhbet va ser representada com a un voltor. Alan Gardiner va identificar l'espècie que s'utilitzava en la iconografia divina com a un voltor lleonat. Arielle P. Kozloff, però, argumenta que els voltors de l'art de l'Imperi Nou, amb els seus becs de punta blava i la pell solta, s'assemblarien més aviat al voltor orellut.
A l'època del Nou Imperi, el voltor apareixia al costat de l'ureu als tocats amb què s'enterraven els reis. L'ureu i el voltor s'interpreten tradicionalment com a Ouadjet i Nekhbet, tot i que Edna R. Russmann ha suggerit que en aquest context representen Isis i Neftis, dues deesses funeràries principals.
En general, Nekhbet es representava flotant, amb les ales desplegades per sobre de la imatge reial, agafant un símbol xen (que representa la protecció circumdant eterna), sovint entre les seves urpes.